# Janusz Bień
Janusz Bień (ur. 5 grudnia 1973 w Lubatowej) – polski językoznawca, doktor habilitowany nauk humanistycznych, profesor nadzwyczajny Katolickiego Uniwersytetu Lubelskiego Jana Pawła II.

## Życiorys
W 1992 ukończył I Liceum Ogólnokształcące im. Mikołaja Kopernika w Krośnie. W latach 1992–1998 odbył studia na kierunku filologia romańska na Wydziale Nauk Humanistycznych Katolickiego Uniwersytetu Lubelskiego, które zakończył uzyskując tytuł magistra na podstawie pracy pt. Le passif dans les langues française et espagnole (pol. Strona bierna w języku francuskim i hiszpańskim), napisanej pod kierunkiem prof. dr hab. Marka Gawełki. Od 1998 pracował jako asystent, a następnie adiunkt (od 2005) w Instytucie Filologii Romańskiej KUL.
W 2004 roku uzyskał stopień doktora nauk humanistycznych w zakresie językoznawstwa na podstawie rozprawy doktorskiej pt. Le verbe pronominal à valeur passive dans les langues espagnole, française et polonaise (pol. Czasownik zwrotny bierny w języku hiszpańskim, francuskim i polskim). 11 grudnia 2013 roku na podstawie dorobku naukowego oraz monografii pt. El estilo nominal en español y en polaco (pol. Styl nominalny w języku hiszpańskim i polskim) uzyskał stopień naukowy doktora habilitowanego nauk humanistycznych w dyscyplinie językoznawstwo w specjalności językoznawstwo romańskie.
1 października 2016 otrzymał stanowisko profesora nadzwyczajnego KUL, a od 2017 pełni funkcję kierownika Katedry Językoznawstwa Romańskiego w Instytucie Filologii Romańskiej KUL.
W 2021 został powołany na członka oraz wiceprzewodniczącego Rady Narodowej Agencji Wymiany Akademickiej w kadencji 2021–2025.